# Aeroportul Internațional Dallas-Fort Worth

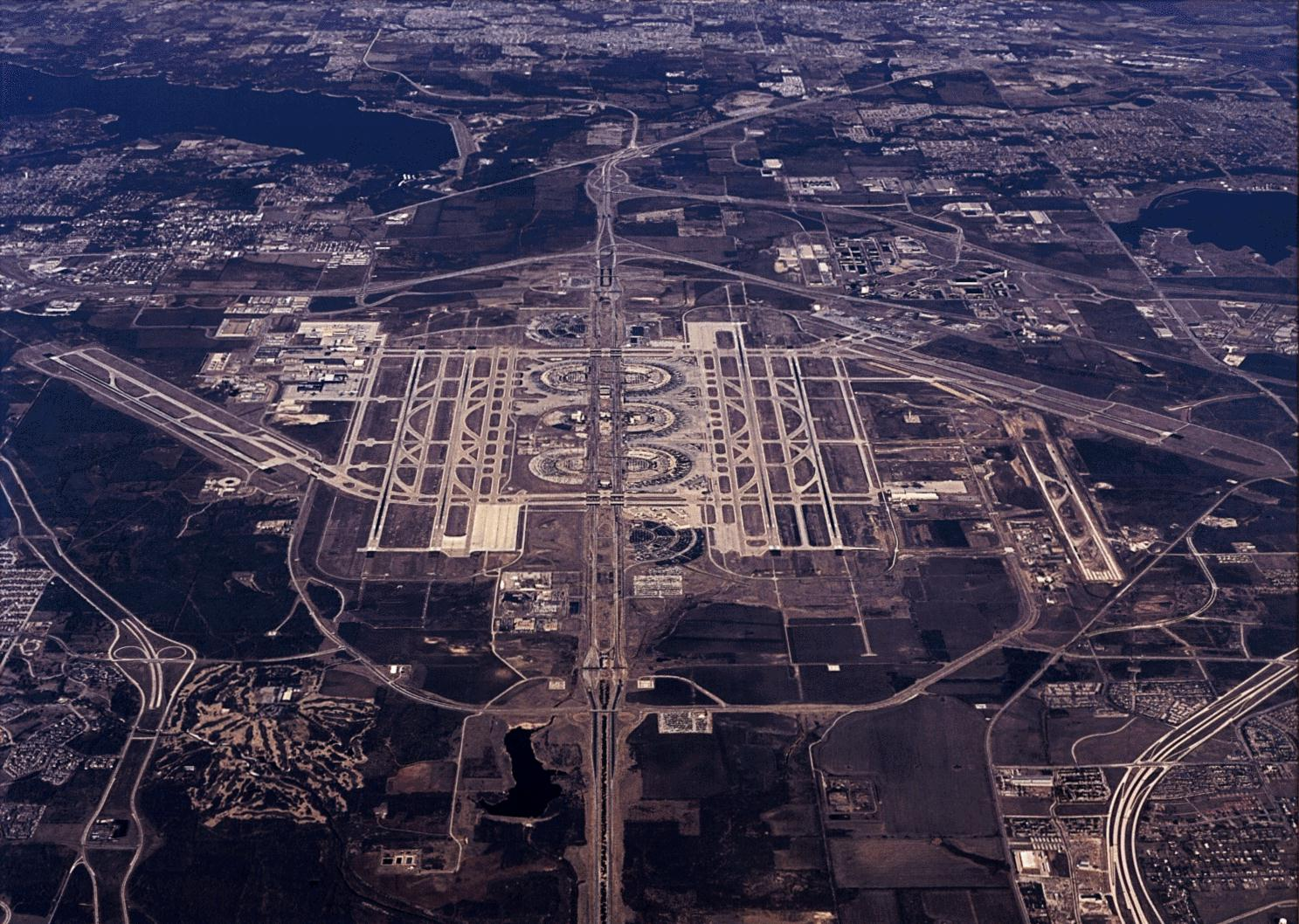
Aeroportul Internațional Dallas-Fort Worth văzut de sus

Aeroportul Internațional Dallas-Fort Worth (Dallas-Fort Worth International Airport IATA: DFW, ICAO: KDFW, FAA LID: DFW) este cel mai mare aeroport internațional al orașelor Dallas și Fort Worth din Texas, SUA. Este unul dintre cele mai aglomerate aeroporturi la nivel mondial și nod principal pentru cea mai mare linie aeriană americană American Airlines.

## Legături externe
Materiale media legate de Aeroportul Internațional Dallas-Fort Worth la Wikimedia Commons
- Site web oficial